# Toral de los Vados
Toral de los Vados em espanhol ou Toural dos Vaos em galego (anteriormente chamado por Villadecanes) é um município da Espanha na província de León, comunidade autónoma de Castela e Leão, de área 24,27 km² com população de 2169 habitantes (2004) e densidade populacional de 89,37 hab/km².

## Demografia
| Variação demográfica do município entre 1991 e 2004 | Variação demográfica do município entre 1991 e 2004 | Variação demográfica do município entre 1991 e 2004 | Variação demográfica do município entre 1991 e 2004 |
| --------------------------------------------------- | --------------------------------------------------- | --------------------------------------------------- | --------------------------------------------------- |
| 1991                                                | 1996                                                | 2001                                                | 2004                                                |
| 2495                                                | 2408                                                | 2233                                                | 2169                                                |